# 魯薩諾夫山
71°32′S 19°38′E / 71.533°S 19.633°E
魯薩諾夫山（英語：Mount Rusanov）是南極洲的山峰，位於毛德皇后地的阿斯特里德公主海岸，處於熱蘭納亞山東北面約60公里，根據挪威探險隊拍攝的空中照片繪入地圖，現時由南極條約體系管理。